# Блакитний замок
"Блакитний замок" (англ. The Blue Castle) — роман канадської письменниці Люсі Мод Монтгомері 1926 року. Монтгомері, відома серією книг "Енн із Зелених Дахів", створила твір для дорослої аудиторії.

## Історія створення
Дія роману розгортається на початку 20-го століття у вигаданому містечку Дірвуд, розташованому в регіоні Мускока, Онтаріо, Канада. Прототипом Дірвуда стало місто Бала, Онтаріо, яке авторка відвідала в 1922 році. Схожість між цими двома містами очевидна.
"Блакитний замок" є одним із небагатьох творів Монтгомері, написаних для дорослих, разом із "Заплутаною павутиною". Це єдина її книга, події якої повністю відбуваються за межами Острова Принца Едварда. Популярність роману значно зросла після його перевидання в 1990-х роках.

## Адаптації
Роман був двічі адаптований для сцени: у 1982 році в Польщі створили успішний мюзикл, а через десять років канадський драматург Ханк Стінсон написав музичну версію "Блакитний замок: музична історія кохання" ("The Blue Castle: A Musical Love Story").

## Сюжет
На початку книги головній героїні Валансі виповнюється 29 років. Вона мешкає разом із матір’ю (місис Фредерік) та кузиною Стіклс, що не люблять та контролюють її, оскільки та надто боязка, щоб сперечатися. Головна героїня заздрить своїй кузині Олів. Радість Валансі приносять тільки книги Джона Фостера про природу та вигаданий героїнею Блакитний Замок. Валансі неодружена і їй ніхто ніколи не освідчувався, через що вона засмучена, а родичі глузують з неї, і це у свою чергу дратує героїню. Згодом вона таємно іде до лікаря Трента, щоб проконсультуватися щодо повторюваного болю в серці, хоча її родина завжди ходить до доктора Амброза Марча. Однак візит був недовгим, адже лікар Трент мусить терміново піти, бо його син потрапив в автокатастрофу. 
Пізніше героїні надходить лист від лікаря Трента з інформацією, що вона тяжко хвора і їй лишається жити менше року. Лікар радить уникати потрясінь і фізичних навантажень. Жінка не збирається розповідати родичам про свою хворобу через те, що очікує гнів і надмірну опіку з їхньої сторони. 
Уночі Валансі обдумує своє минуле життя і вирішує, що воно було "пустим". З того часу вона відверто говорить із матір’ю та кузиною Стіклс, чинить незалежно від їхньої думки. Валансі, мати та кузина Стіклс ідуть у гості на срібне весілля дядька Герберта й тітки Альберти. Героїня не поводиться слухняно, як робила з родичами до цього, що викликає їхнє обурення. Стірлінґи, як зазвичай на таких зборах, починають обмінюватися плітками про Барні Снайта, яким Валансі не вірить. Зокрема, дядько Веллінґтон натякає, що Барні є батьком позашлюбної дитини Сесілії Ґай, смертельно хворої на сухоти. Валансі сперечається з ними. Вона йде раніше, ніж інші, щоб встигнути додому до нападу хвороби. 
Абель Ґай, за замовленням місис Фредерік, приходить ремонтувати ґанок. Під час розмови Абель розповідає Валансі, що його донці Сесілії потрібен догляд та як важко найняти хорошу господиню. Зворушена долею Сесилії, з якою була знайома у школі, Валансі наймається до Абеля за тридцять доларів щомісяця. Сесілія дуже рада знову бачити Валансі. Мешкаючи в Ґаїв, героїня почуває себе щасливою і вільною. Вона дружить із Сесілією та ладнає з Абелем попри його темперамент і схильність до алкоголю. Героїня розповідає Сесілії про Блакитний Замок. Іноді до Ґаїв у гості заходить Барні Снайт, який дуже подобається Валансі. Барні добре розуміє природу, але відмовляється читати книги Джона Фостера, називаючи їх маячнею. Протягом першого місяця роботи до неї по черзі приходять дядько Джеймс, доктор Столлінг та тітонька Джорджіана, марно намагаючись переконати її повернутися до попереднього життя. Свій перший заробіток Валансі повністю витрачає на перший гарний одяг відтоді, як була ще підліткою, хоча спершу почувається ніяково, одягнувши його. Вона починає ходити до невеликої церкви вільних методистів, хоча Абель не схвалює цього, адже є пресвітеріанином. 
Абель має грати на скрипці в Чедлі Корнерс (“Чагарнику”) і запрошує Валансі із собою. Сесілія намагається обережно попередити подругу про можливі проблеми, але та не слухає і йде. Спершу героїня вдало проводить час, однак згодом гості п’яніють і починається безлад. До Валансі починає чіплятися група чоловіків, але Барні Снайт допомагає їй утекти. 
Коли вони вдвох їдуть автомобілем Барні, у ньому закінчується бензин, тож вони змушені чекати, доки хтось проїде. Валансі усвідомлює, що кохає Барні. Вона розповідає йому про Блакитний Замок і своє минуле. Повз них проїжджають дядько Веллінґтон та Олів. Дядько дорікає героїні, але, після роздумів, дає їм бензин. Олів сердиться, оскільки поведінка Валансі шкодить репутації родини й через це в нареченого Олів є сумніви щодо одруження. Олів намагається переконати кузину повернутися додому, але героїня відмовляється.
Пізніше Валансі та Барні йдуть у кінотеатр, а потім — у ресторан. 
Через якийсь час Сесілія розповідає Валансі про своє минуле та невдовзі помирає, тримаючи героїню за руку. Валансі допомагає організувати похорон подруги, куди приходять Стірлінґи з надією, що Валансі невдовзі повернеться додому. Присутній на похороні Едвард Бек звертає на неї увагу як на можливу майбутню дружину. Увечері після другого дня похорону Валансі каже Абелю, що покине його. Приїжджає Барні. Героїня пропонує йому одружитися. Вона дає йому листа від лікаря Трента про свою хворобу та каже, що кохає його та хоче провести з ним решту свого життя, яке вважає коротким. Барні каже, що не кохає її, але одружиться із нею. Вони домовляються про умови: Валансі не розпитуватиме Барні про його таємниці; не переглядатиме його пошти; мешкатимуть вони в домі Барні, на острові; він не згадуватиме про хворобу серця героїні чи можливість її смерті; не переконуватиме її бути обережною. Валансі віддає Барні листа, якого він має передати її матері у випадку її смерті. Вони одружуються та вирушають додому до Барні. Дорогою він каже Валансі не заходити до прибудови, а також розповідає їй про свій дім, який він купив у Тома Мак-Марея, та про домашніх улюбленців.  
Героїня йде до родини, аби розказати їм про своє одруження. Вона зустрічає тітоньку Джорджіану, яка повідомляє про наміри Едварда Бека одружитися з Валансі. Повернувшись до будинку матері, Валансі бачить, що розквітнув її трояндовий кущ. Жінка розповідає про шлюб спершу Олів, а потім — решті родини, що зібралася разом.
Новина Валансі викликає гнів. 
Стірлінґи, окрім тітоньки Джорджіани, ігнорують існування Валансі. Жінка живе вільно й повністю щасливо. Головні герої багато часу проводять на природі. Минають літо та осінь. Узимку героїня купує мазь Редферна, якою користується її родина, але Барні гнівно викидає її. На Різдво чоловік купує Валансі разок перлового намиста. Іноді в гості заходить Абель. Одного разу Валансі залишається вдома одна, коли Барні вирушає в мандрівку лісом, а в цей час починається шторм, що дуже лякає героїню, але чоловік повертається неушкодженим. Навесні героїня проходить повз будинок матері й кузини Стіклс і заглядає до нього, але не заходить. У червні, коли пара гуляє, черевичок Валансі застрягає в щілині рейок, герої опиняються в небезпеці, але Барні витягає її до прибуття потяга. Оскільки в Валансі немає нападу після цього потрясіння, вона робить висновок, що її серце не може бути таким хворим, як писав лікар Трент. Героїня хвилюється, що Барні вважатиме, що вона обдурила його.  
Під час нового візиту до лікаря Трента вона виявляє, що їй випадково надійшов лист, який мав надійти Джейн Стерлінґ, іншій пацієнтці. Після повернення вона знайомиться із доктором Редферном, який виявляється батьком Барні. Доктор Редферн заходить у гості та розповідає їй про минуле сина та його попереднє кохання, Етель Траверс. Він каже, що знайшов Барні завдяки чеку за разок перлин, який дорого коштує. Доктору Редферну дуже самотньо без сина. Валансі пропонує гостеві залишитися до приходу чоловіка. Вона заходить до прибудови, де виявляє, що Барні є Джоном Фостером, і пише йому записку. Валансі, яка переконана, що коханий не бажатиме бути й далі одруженим із нею, повертається до матері та кузини Стіклс, у яких гостює дядько Бенджамін. Вони спершу не раді її бачити, але змінюють свою поведінку, коли дізнаються, що Барні є сином Редферна. 
Наступного дня Барні приходить до Валансі. Він розповідає про своє минуле й каже, що кохає її. 
Головні герої збираються подорожувати, а потім побудувати власноруч будинок у селі недалеко від тата Барні. 

## Персонажі
- Валансі Джейн Стірлінґ (Прізвисько: Досс)
- Барні Снайт (Барнард Снайт Редферн, псевдонім: Джон Фостер)
- Місис Фредерік Стірлінґ (ім’я: Амелія), мати Валансі
- Крістін Стіклс (до шлюбу Стірлінґ), кузина
- Дядько Бенджамін
- Олів Стірлінґ, кузина
- тітонька Джорджіана
- Сесілія Ґай (Зменшувально-пестливі форми: Сіс, Сіссі), подруга
- Абель Ґай (прізвисько: Галасливий Абель), тесля, батько Сесілії
- Доктор Редферн, мільйонер
- Інші родичі Валансі: тітка (ім'я: Мері) та дядько Веллінґтони, дядько Герберт, тітка Альберта, дядько Джеймс (Джим) Стірлінґ, тітка Ізабель, тітка Мілдред, перша кузина Гледіс, кузина Сара Тейлор, кузина Джейн, Байрон Стірлінґ, Бетті Стірлінґ
- Доктор Трент, лікар
- Доктор Амброз Марч, лікар, одружений із троюрідною сестрою Аделаїдою Стірлінґ
- Превелебний доктор Столлінг, священник англіканської церкви
- Містер Таверс, проповідник вільних методистів
- Превелебний містер Бентлі, пресвітеріанський священник
- Едвард Бек, багатодітний удівець
- Етель Траверс, жінка, яку колись кохав Барні Снайт
- Сесіл Прайс, наречений Олів

## Скандали
Коллін Маккалоу, авторка відомого роману "Ті, що співають у терні", нібито використала "Блакитний замок" як основу для свого твору "Леді з Міссалонгі". Хоча Маккалоу стверджувала, що зробила це несвідомо, та її все одно звинувачували в плагіаті.

## Переклади українською
Монтгомері Л. М. Блакитний Замок / [пер. з англ. Кунець Х.]. Львів : Свічадо, 2017. 226 с.
Монтгомері Л. М. Блакитний Замок / [пер. з англ. Михаловська Н.]. Київ : Ще одну сторінку, 2025. 328 с.